# لاورا وارگاس کوخ
لاورا وارگاس کوخ (آلمانی: Laura Vargas Koch؛ زادهٔ ۲۹ ژوئن ۱۹۹۰) جودوکار اهل آلمان است.